# Acidofil

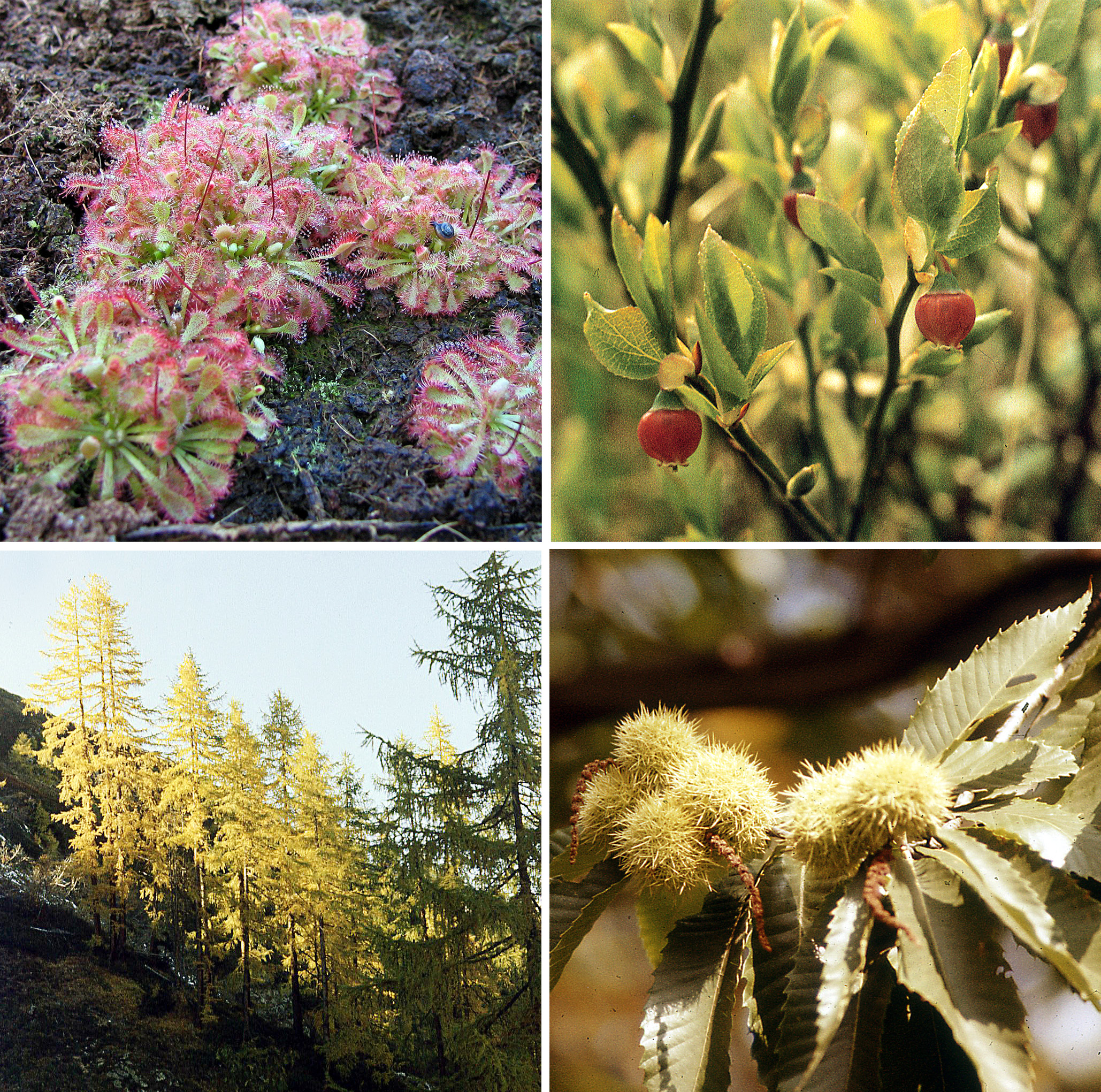
některé acidofyty: Rosnatka, Brusnice, Modřín opadavý, Kaštanovník jedlý

Acidofil je takový extrémofilní organismus, který žije v kyselém prostředí. Někdy se udává při méně než pH 6., u rostlin (acidofytů) se například udává rozmezí 3–6,4

## Příklady
Mezi acidofilní organismy patří například některé bakterie a archebakterie.
Archea
- Sulfolobales, řád v kmeni Crenarchaeota[3]
- Thermoplasmatales, řád v kmeni Euryarchaeota[3]
- Acidianus brierleyi, A. infernus, termoacidofilní archea
- Metallosphaera sedula, termoacidofil

Bakterie
- Acidobacteria[4], kmen bakterií
- Acidithiobacillales, řád proteobakterií (např. Acidithiobacillus ferrooxidans, A. thiooxidans)
- Thiobacillus prosperus, T. acidophilus, T. organovorus, T. cuprinus
- Acetobacter aceti

Acidofilním eukaryotem je např. ruducha Cyanidium caldarium.